# Gabriel Aristizábal Reutt
Gabriel Aristizábal Reutt (Madrid, 11 de març de 1805 -Madrid, 1863) va ser un hisendat i polític espanyol, ministre durant el regnat d'Isabel II d'Espanya.

## Biografia
Era net del famós marí Gabriel de Aristizábal y Espinosa que va traslladar les restes de Cristòfor Colom a Espanya i fill del diplomàtic Gabriel de Aristizabal Segueira i de la belga Carolina de Reutt. Va estudiar lleis. Es va casar en 1822 amb Rosa Ortíz de Medrano, guanyant en 1823 un lloc en la Contaduría General de Jurs. Ja en política, en desembre de 1852 Aristizábal va ser designat ministre d'Hisenda en el govern del comte d'Alcoi. En gener de 1853 va dimitir i continuà amb la seva carrera administrativa.